# David Hart Smith
Harry Smith (ur. 2 sierpnia 1985 w Calgary) – kanadyjski profesjonalny wrestler pochodzenia angielskiego. Występował w federacji World Wrestling Entertainment w rosterze  WWE Raw. Dawniej występował pod pseudonimem DH Smith. Litera H oznacza rodzinę Hart. Wraz z Tysonem Kidem oraz Natalią tworzyli Tag team The Hart Dynasty. 5 sierpnia został zwolniony z WWE.

## Osiągnięcia
AWA Pinnacle Wrestling
- AWA Pinnacle Heavyweight Championship

Florida Championship Wrestling
- FCW Florida Tag Team Championship – z Tyson Kidd
- FCW Southern Heavyweight Championship

Prairie Wrestling Alliance
- PWA Tag Team Championship – z Tyson Kidd

Stampede Wrestling
- Stampede International Tag Team Championship (2 razy) – z Apocalypse,  z Kirk Melnick
- Stampede North American Heavyweight Championship

World Wrestling Entertainment
- World Tag Team Championship – z Tyson Kidd
- WWE Tag Team Championship (wersja 2002) – z Tyson Kidd
- WWE Tag Team Championship (wersja 2010) – z Tyson Kidd

Inne
- NGW Heavyweight Championship